# Otto Beit

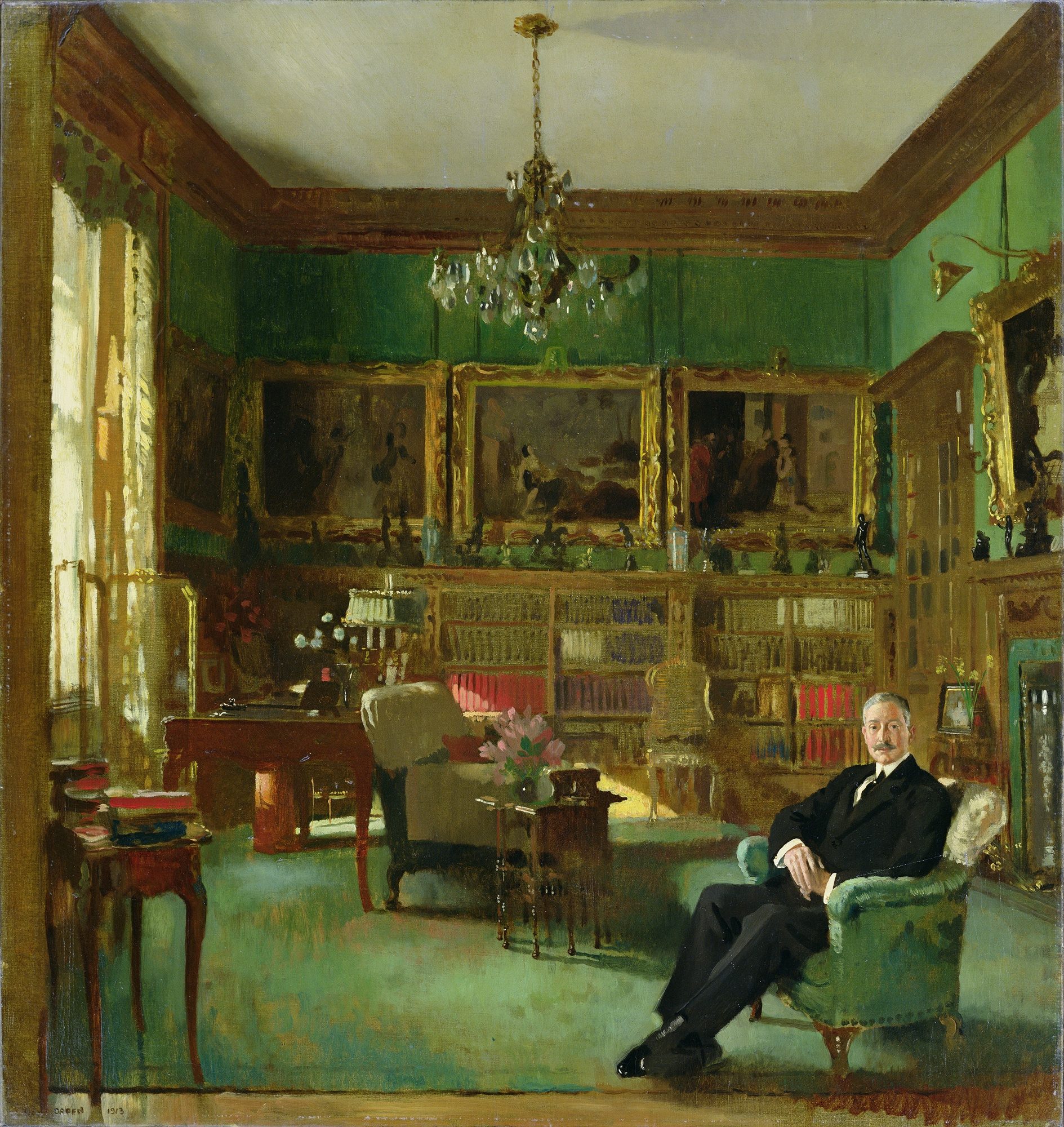
Otto John Beit in seinem Arbeitszimmer am Belgrave Square, gemalt von William Orpen (1913)

Sir Otto John Beit, 1. Baronet KCMG, FRS (* 7. Dezember 1865 in Hamburg; † 7. Dezember 1930) war ein deutsch-britischer Finanzier, Philanthrop und Kunstsammler deutscher Herkunft.

## Biografie

### Beruflicher Werdegang
Otto Beit wurde in Hamburg als Kind einer wohlhabenden jüdischen Familie geboren; ein älterer Bruder war Alfred Beit. 1888 ging er nach England und trat dem Handelshaus Wernher, Beit & Co. bei, in dem sein Bruder Alfred Mitbesitzer war. 1896 erwarb er die britische Staatsangehörigkeit. 1890 reiste er nach Südafrika, um Erfahrungen in der Diamantenindustrie zu sammeln. Dort blieb er sechs Jahre und war an der Entwicklung der Rand Gold Mines beteiligt. Er war für die Firma des Magnaten Hermann Eckstein tätig. Beit war ebenso wie sein Bruder ein Freund von Cecil Rhodes und Anhänger von dessen imperialistischen Ideen; während des Jameson Raid (29. Dezember 1895 bis 2. Januar 1896) hielt er sich in Rhodes’ Gästehaus auf. Obwohl Beit eine prominente Stellung in der Goldindustrie von Witwatersrand innehatte, ging er 1898 nach London zurück, weil er sich mehr seinen wissenschaftlichen und kulturellen Interessen widmen wollte. Er war weiterhin unternehmerisch tätig. Nachdem sein Bruder Alfred 1906 – unverheiratet und kinderlos, einer der reichsten Männer seiner Zeit – gestorben war und Otto sein Haupterbe wurde, zog dieser sich ins Privatleben zurück und engagierte sich als Philanthrop.

### Ämter und Ehrungen

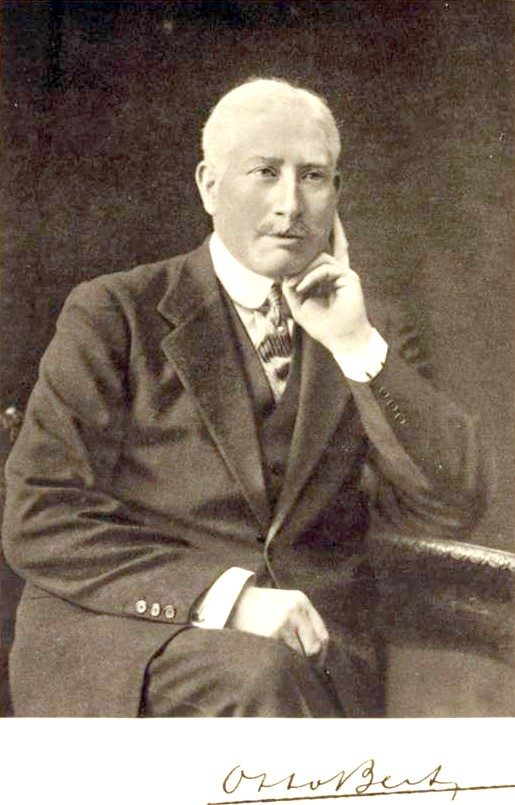
Otto John Beit, 1. Baronet

Otto Beit verwaltete die Rhodes-Stiftung sowie den Beit Trust, wodurch er in Siedlungspläne im südlichen Afrika involviert war; zudem war er Direktor der British South Africa Company. 1920 wurde er zum Knight Commander of the Order of St Michael and St George (KCMG) ernannt, weil er die südafrikanischen Truppen sowie Krankenhäuser in England unterstützt hatte. 1924 wurde er wegen seiner zahlreichen Spenden an Kindersanatorien, Bibliotheken und an ein homöopathisches Forschungsinstitut zum Baronet, of Tewin Waters in the Parish of Tewin in the County of Hertford, erhoben. Die territoriale Widmung des Titels bezieht sich auf den Landsitz der Familie. Er war ein sogenannter Randlord. Er stiftete den Bau des Beit Quads, eines Gebäudes für die Studentenvereinigung am Imperial College London. Daran erinnert heute eine Plakette am Eingang des Gebäudes, die von Omar Ramsden gestaltet wurde. Er war ein großzügiger Unterstützer der Johannesburg Art Gallery sowie der Universität Kapstadt, für die er 1920 den ersten Spatenstich machte. 1928 erhielt der King Edward’s Hospital Fund 50.000 Pfund von Beit, um Radium zu kaufen, nachdem dessen Nutzen bei der Bekämpfung von Krebs erkannt worden war. Er unterstützte großzügig das Victoria and Albert Museum beim Erwerb neuer Kunstwerke und gab seinen Namen für eine Auszeichnung der Royal Society of British Sculptors, die Otto Beit Medal.
Auch seiner Geburtsstadt blieb Otto Beit verbunden: In Hamburg wurde nach Alfreds Tod aus Mitteln der  Familie das Alfred-und-Otto-Beit-Stift auf dem Gelände der Vaterstädtischen Stiftung mit 34 Wohnungen errichtet, die für Menschen bestimmt waren, die „im Haushalt dienenden Ständen“ angehörten oder angehört hatten. Ende der 1920er Jahre wurde die Zahl der Wohnungen mit Geld von Otto Beit auf 46 aufgestockt. Noch bis in die NS-Zeit überwies seine Witwe dem Stift monatliche Zuwendungen. 1926/1927 stiftete Otto Beit der Universität Hamburg drei Grundstücke. Nach dem Ersten Weltkrieg spendete er jedoch nur noch für wohltätige Zwecke in Hamburg.
Beit hatte viele Ämter inne. So war er unter anderem Direktor der Rhodesia Railways, von 1912 bis 1930 Mitglied und Vorstandsmitglied des Imperial College und Begründer des Beit Memorial Trust for Medical Research. Er initiierte 1913 die Beit Fellowship am Imperial College in Erinnerung an seinen Bruder Alfred und gründete die Beit Fellowships for Scientific Research am Imperial College. Er war Mitglied und Mitbegründer des Royal Institute of International Affairs. Er war Ehrendoktor der Universität Kapstadt und seit 1924 Fellow of the Royal Society.
Nach Otto Beit wurde eine Brücke über den Sambesi zwischen Sambia und Simbabwe benannt, die vom Beit Trust in Auftrag gegeben und 1939 von seiner Witwe Lillian eingeweiht wurde.

### Privates
Otto Beit starb an seinem 65. Geburtstag nach längerer Krankheit. Er war verheiratet mit Lilian Carter, einer US-Amerikanerin aus New Orleans. Das Ehepaar hatte zwei Söhne und zwei Töchter.
Der ältere Sohn Theodore Hamilton Beit (1898–1917) starb als Soldat im Alter von 18½ Jahren in einer englischen Kaserne, wo er sich mit einer Schusswaffe das Leben nahm, weil er von seinen Kameraden des Traditionsregiments 1st The King’s Dragoon Guards mit einem Aufnahmeritual schikaniert worden war. Im Untersuchungsbericht stand: „Suicide during temporary mental derangement“ (deutsch „Selbstmord während einer vorübergehenden Geistesstörung“). Er bekleidete den Rang eines Second Lieutenant (Leutnant). In seinem Abschiedsbrief schrieb er: I suppose I have to go through hell another night. I think the best thing is for me to end my life. It is nobody’s fault except that other fellows of my own age do not seem like me. (deutsch „Ich nehme an, dass ich eine weitere Nacht durch die Hölle gehen muss. Ich glaube, es ist das Beste, wenn ich mein Leben beende. Es ist niemandes Schuld, außer dass es einige Burschen in meinem Alter gibt, die mich offensichtlich nicht leiden können.“) Seine Regimentskameraden wurden nach einer Untersuchung von einer Mitschuld an seinem Tod freigesprochen. Der jüngere Sohn, Sir Alfred Lane Beit, 2. Baronet, wurde ein bekannter britischer Politiker der Conservative Party, Kunstsammler und Philanthrop.